# Elegy for Mippy

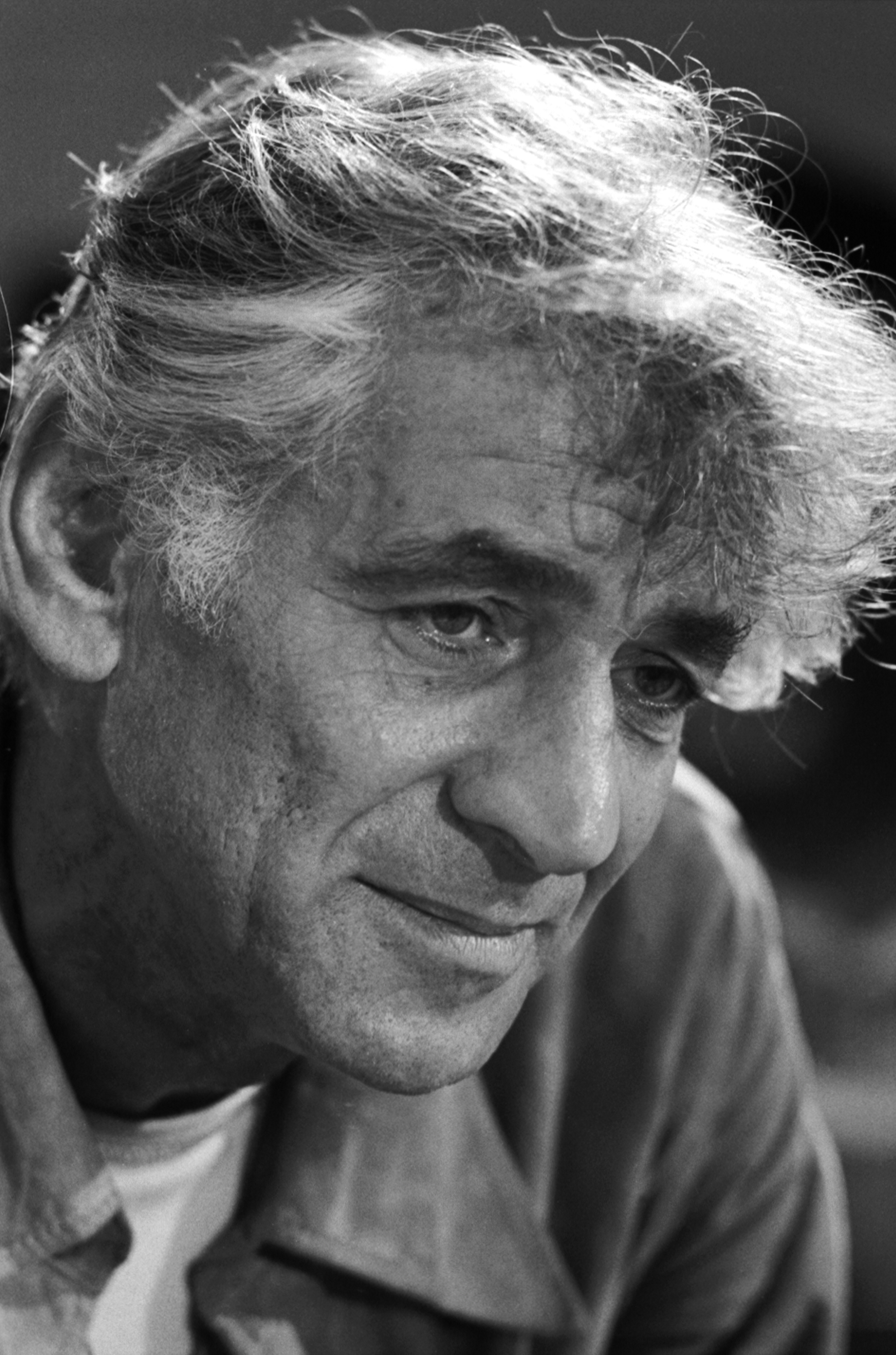

Elegy for Mippy és una suite composta per dues obres escrites per Leonard Bernstein a finals de 1948. Elegy for Mippy I, escrita per a trompeta solista i piano i Elegy for Mippy II escrita per a trombó solista. L'obra va ser estrenada el 8 d'abril de 1959 pels membres de la Filarmònica de Nova York a la Juilliard Musical Foundation.

## Context històric
Leonard Bernstein va escriure Eleggy for Mippy poc abans que la seua carrera professional començara a desenvolupar-se internacionalment el 1949 després de dirigir l'estrena mundial de la Simfonia Turangalila d'Olivier Messiaen. També abans de compondre aquesta obra, Leonard Berstein havia dirigit l'orquestra de Tel-Aviv per primera vegada.

## Història
La suite Elegy for Mippy és una suite composta per dues obres Elegy for Mippy I i Elegy for Mippy II. La primera part de la suite és una obra escrita per a piano i trompeta, i la segona, en canvi, està escrita per a trombó sol tenor. No per ser una suite s'han de tocar de manera consecutiva, de fet, cada part de la suite sol tocar-se per separat.
Bersntein va escriure Elegy for Mippy inspirant-se indubtablement en els gossos. Leonard era un empedreït amant dels gossos, com podem veure en les obres que va escriure com Rondó for lifely, obra inspirada en el gos de la seua amiga i actriu Judy Holliday.
Elegy for Mippy, I i II, són obres inspirades en el gos del seu germà, Burtie. En elles s'aprecia que Burtie va morir, i es dona a entendre l'arribada d'un nou gos a la seua vida.

## Anàlisi
Bersntein deixa entreveure molt clarament en aquest conjunt d'obres que era un amant del jazz. 

### Elegy for Mippy I
La primera obra dedicada a Burtie, és una obra per a trompeta i piano. Utilitza l'aire cantabile de la trompeta per a juntament amb el piano crear una bonica melodia.

### Elegy for Mippy II
És una obra escrita per a trombó solista, en el qual cal acompanyar la veu del trombó amb colps a terra amb el peu. Aquesta obra aquesta composta amb un caràcter molt més efusiu que Elegy for Mippy I. El trombó gaudeix de ritmes erràtics i sons exòtics on mostra tot el seu registre i tipus d'articulació diferent.

## Enregistraments de referència
- Elegy for a mippy II (Leoanrd Bernstein) Interpretat per Ximo Vicedo.mov. (2019). Consultat el 14 de novembre de 2019, de https://www.youtube.com/watch?v=W0kv3kmIJw0[3]
- Brass Music: III. Elegy for Mippy II for Solo Trombone. (2019). Consultat el 14 de novembre de 2019
- "Mippy II" (Trombone Silliness). (2019). Consultat el 14 de novembre de 2019, de {{format ref}} https://www.youtube.com/watch?v=JOsYw4hvQeI[4]